# Sparks (Oklahoma)
Pour les articles homonymes, voir Sparks.
Sparks est une ville du comté de Lincoln, dans l'État d'Oklahoma, aux États-Unis,. En 2010, elle compte une population de 169 habitants.

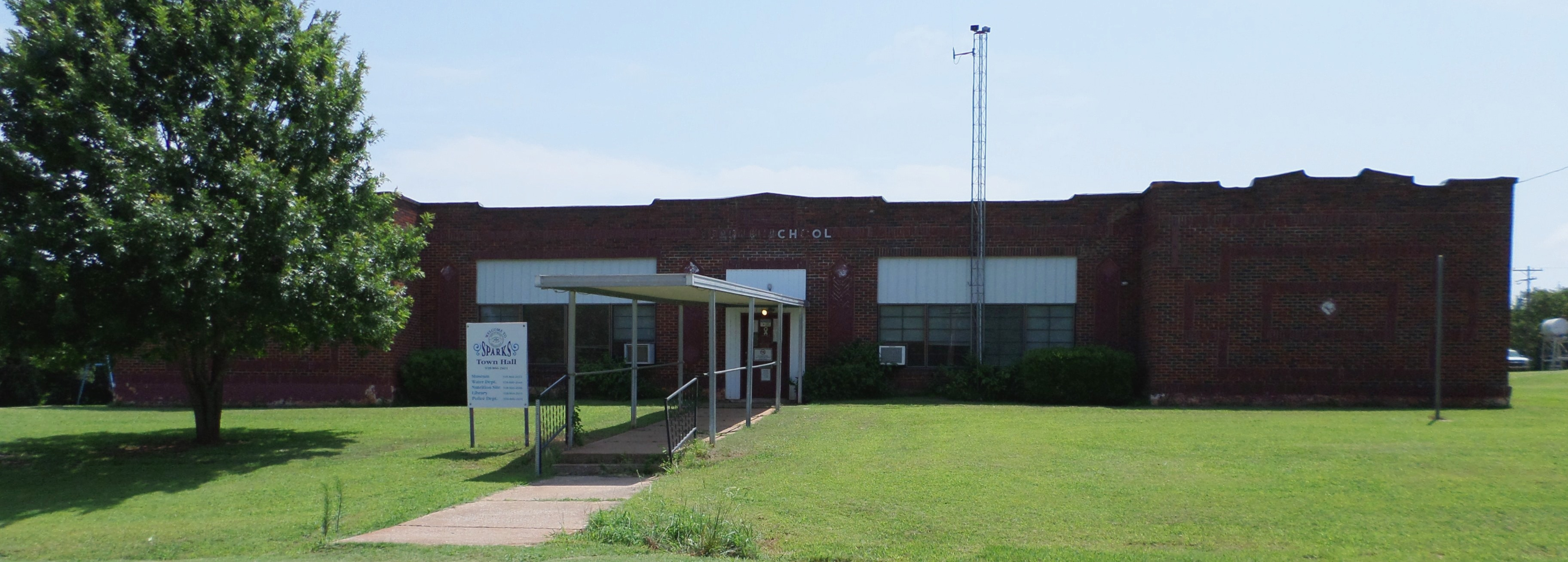
Mairie de Sparks

## Démographie
Lors du recensement de 2010, la ville comptait une population de 169 habitants, tandis qu'en 2019, elle est estimée à 171 habitants.